# CONCACAF Champions League 2015-2016
La CONCACAF Champions League 2015-2016 è stata la 51ª edizione della CONCACAF Champions League e l'ottava con questo formato. Il vincitore, l'América di Città del Messico si è qualificata alla Coppa del mondo per club FIFA 2016.

## Formula
Le squadre partecipanti sono ventiquattro, provenienti dalle tre associazioni regionali che compongono la CONCACAF: la North American Football Union, la Unión Centroamericana de Fútbol e la Caribbean Football Union. Nove provenivano dal Nord America, dodici dalla zona del Centro America, e tre dai Caraibi.
Le squadre, per poter partecipare al torneo, devono rispettare i criteri imposti dalla CONCACAF in materia di stadi. Se le squadre aventi diritto a partecipare non hanno uno stadio casalingo in grado di soddisfare i criteri richiesti, possono indicarne un altro a norma nel proprio paese. Se un club non riuscisse a trovare un impianto adeguato per la competizione sarebbe escluso dalla manifestazione.
Le 24 squadre sono divise in otto gruppi da tre squadre ciascuno e si affrontano tra di loro in match di andata e ritorno. La prima classificata di ciascun gruppo ha accesso alla fase a eliminazione diretta.
Le otto squadre qualificate saranno classificate in base ai punti ottenuti nel girone e poi accoppiate seguendo un tabellone di tipo tennistico. Ciascun turno della fase a eliminazione diretta (quarti di finale, semifinali e finale) svolgerà con incontri di andata e ritorno. In caso di parità nel risultato aggregato, il passaggio del turno è deciso applicando la regola dei gol fuori casa, la quale però non vale ai tempi supplementari.

## Date
| Fase                        | Turno            | Sorteggio                        | Andata               | Ritorno              |
| --------------------------- | ---------------- | -------------------------------- | -------------------- | -------------------- |
| Fase a gironi               | Prima giornata   | 1 giugno 2015 (Miami Beach, USA) | 4-6 agosto 2015      | 4-6 agosto 2015      |
| Fase a gironi               | Seconda giornata | 1 giugno 2015 (Miami Beach, USA) | 18-20 agosto 2015    | 18-20 agosto 2015    |
| Fase a gironi               | Terza giornata   | 1 giugno 2015 (Miami Beach, USA) | 25-27 agosto 2015    | 25-27 agosto 2015    |
| Fase a gironi               | Quarta giornata  | 1 giugno 2015 (Miami Beach, USA) | 15-17 settembre 2015 | 15-17 settembre 2015 |
| Fase a gironi               | Quinta giornata  | 1 giugno 2015 (Miami Beach, USA) | 22-24 settembre 2015 | 22-24 settembre 2015 |
| Fase a gironi               | Sesta giornata   | 1 giugno 2015 (Miami Beach, USA) | 20-22 ottobre 2015   | 20-22 ottobre 2015   |
| Fase a eliminazione diretta | Quarti di finale | 1 giugno 2015 (Miami Beach, USA) | 23-25 febbraio 2016  | 1-3 marzo 2016       |
| Fase a eliminazione diretta | Semifinali       | 1 giugno 2015 (Miami Beach, USA) | 15-17 marzo 2016     | 5-7 aprile 2016      |
| Fase a eliminazione diretta | Finale           | 1 giugno 2015 (Miami Beach, USA) | 20 aprile 2016       | 27 aprile 2016       |

## Squadre partecipanti
| Nazione             | Club                | Qualificazione |
| ------------------- | ------------------- | --- |
| Messico 4 posti     | América             | Campione Torneo Apertura 2014                                                                                       |
| Messico 4 posti     | Tigres UANL         | Finalista Torneo Apertura 2014                                                                                      |
| Messico 4 posti     | Santos Laguna       | Campione Torneo Clausura 2015                                                                                       |
| Messico 4 posti     | Querétaro           | Finalista Torneo Clausura 2015                                                                                      |
| Stati Uniti 4 posti | LA Galaxy           | Campione MLS 2014                                                                                                   |
| Stati Uniti 4 posti | Seattle Sounders    | Vincitore MLS Supporters' Shield 2014 e vincitore U.S. Open Cup 2014                                                |
| Stati Uniti 4 posti | D.C. United         | Vincitore Eastern Conference MLS 2014                                                                               |
| Stati Uniti 4 posti | Real Salt Lake      | Quarto nella MLS 2014                                                                                               |
| Costa Rica 2 posti  | Saprissa            | Campione Campionato de Invierno 2014                                                                                |
| Costa Rica 2 posti  | Herediano           | Campione Campionato de Verano 2015                                                                                  |
| El Salvador 2 posti | Isidro Metapán      | Campione Torneo Apertura 2014                                                                                       |
| El Salvador 2 posti | Santa Tecla         | Campione Torneo Clausura 2015                                                                                       |
| Guatemala 2 posti   | Comunicaciones      | Campione Torneo Apertura 2014 e Torneo Clausura 2015                                                                |
| Guatemala 2 posti   | CSD Municipal       | Secondo nella classifica aggregata dei Tornei Apertura 2014 e Clausura 2015                                         |
| Honduras 2 posti    | Motagua             | Campione Torneo Apertura 2014                                                                                       |
| Honduras 2 posti    | Olimpia             | Campione Torneo Clausura 2015                                                                                       |
| Panama 2 posti      | San Francisco       | Campione Torneo Apertura 2014                                                                                       |
| Panama 2 posti      | Árabe Unido         | Campione Torneo Clausura 2015                                                                                       |
| Belize 1 posto      | Hankook Verdes      | Miglior classificato al termine della stagione regolare fra i due campioni della Premier League of Belize 2014-2015 |
| Canada 1 posto      | Vancouver Whitecaps | Miglior classificato al termine della stagione regolare della MLS 2014                                              |
| Nicaragua 1 posto   | Walter Ferretti     | Miglior classificato al termine della stagione regolare fra i due campioni della Primera Divisiòn 2014-2015         |
| CFU 3 posti         | Central             | Campione Campionato per club CFU 2015                                                                               |
| CFU 3 posti         | W Connection        | Finalista Campionato per club CFU 2015                                                                              |
| CFU 3 posti         | Montego Bay Utd     | Terzo nel Campionato per club CFU 2015                                                                              |

## Fase a gironi

### Gruppo 1
|               | WCO   | SAP   | SAN   |
| W Connection  |       | 2 - 1 | 0 - 1 |
| Saprissa      | 4 - 0 |       | 2 - 1 |
| Santos Laguna | 4 - 0 | 6 - 1 |       |

| Squadra       | Pt | G | V | N | P | GF | GS | DR |
| ------------- | -- | - | - | - | - | -- | -- | -- |
| Santos Laguna | 9  | 4 | 3 | 0 | 1 | 12 | 3  | +9 |
| Saprissa      | 6  | 4 | 2 | 0 | 2 | 8  | 9  | -1 |
| W Connection  | 3  | 4 | 1 | 0 | 3 | 2  | 10 | -8 |

### Gruppo 2
|                | MET   | HER   | TIG   |
| Isidro Metapán |       | 2 - 0 | 1 - 2 |
| Herediano      | 3 - 0 |       | 1 - 1 |
| Tigres UANL    | 2 - 1 | 0 - 0 |       |

| Squadra        | Pt | G | V | N | P | GF | GS | DR |
| -------------- | -- | - | - | - | - | -- | -- | -- |
| Tigres UANL    | 8  | 4 | 2 | 2 | 0 | 5  | 3  | +2 |
| Herediano      | 5  | 4 | 1 | 2 | 1 | 4  | 3  | +1 |
| Isidro Metapán | 3  | 4 | 1 | 0 | 3 | 4  | 7  | -3 |

### Gruppo 3
|                | VER   | SAN   | QUE   |
| Hankook Verdes |       | 2 - 1 | 0 - 0 |
| San Francisco  | 8 - 0 |       | 2 - 1 |
| Querétaro      | 8 - 0 | 2 - 0 |       |

| Squadra        | Pt | G | V | N | P | GF | GS | DR  |
| -------------- | -- | - | - | - | - | -- | -- | --- |
| Querétaro      | 7  | 4 | 2 | 1 | 1 | 11 | 2  | +9  |
| San Francisco  | 6  | 4 | 2 | 0 | 2 | 11 | 5  | +6  |
| Hankook Verdes | 4  | 4 | 1 | 1 | 2 | 2  | 17 | -15 |

### Gruppo 4
|                | CEN   | COM   | LA    |
| Central        |       | 1 - 0 | 1 - 1 |
| Comunicaciones | 1 - 0 |       | 1 - 1 |
| L.A. Galaxy    | 5 - 1 | 5 - 0 |       |

| Squadra        | Pt | G | V | N | P | GF | GS | DR |
| -------------- | -- | - | - | - | - | -- | -- | -- |
| LA Galaxy      | 8  | 4 | 2 | 2 | 0 | 12 | 3  | +9 |
| Central        | 4  | 4 | 1 | 1 | 2 | 3  | 7  | -4 |
| Comunicaciones | 4  | 4 | 1 | 1 | 2 | 2  | 7  | -5 |

### Gruppo 5
|                 | WAL   | MOT   | AME   |
| Walter Ferretti |       | 1 - 2 | 1 - 3 |
| Motagua         | 2 - 0 |       | 1 - 1 |
| América         | 1 - 0 | 4 - 0 |       |

| Squadra         | Pt | G | V | N | P | GF | GS | DR |
| --------------- | -- | - | - | - | - | -- | -- | -- |
| América         | 10 | 4 | 3 | 1 | 0 | 9  | 2  | +7 |
| Motagua         | 7  | 4 | 2 | 1 | 1 | 5  | 6  | -1 |
| Walter Ferretti | 0  | 4 | 0 | 0 | 4 | 2  | 8  | -6 |

### Gruppo 6
|                  | VAN   | OLI   | SEA   |
| Van. Whitecaps   |       | 1 - 0 | 1 - 1 |
| Olimpia          | 1 - 0 |       | 1 - 0 |
| Seattle Sounders | 3 - 0 | 2 - 1 |       |

| Squadra             | Pt | G | V | N | P | GF | GS | DR |
| ------------------- | -- | - | - | - | - | -- | -- | -- |
| Seattle Sounders    | 7  | 4 | 2 | 1 | 1 | 6  | 3  | +3 |
| Olimpia             | 6  | 4 | 2 | 0 | 2 | 3  | 3  | 0  |
| Vancouver Whitecaps | 4  | 4 | 1 | 1 | 2 | 2  | 5  | -3 |

### Gruppo 7
|                | TEC   | MUN   | RSL   |
| Santa Tecla    |       | 1 - 1 | 0 - 0 |
| CSD Municipal  | 2 - 1 |       | 0 - 1 |
| Real Salt Lake | 2 - 1 | 1 - 0 |       |

| Squadra        | Pt | G | V | N | P | GF | GS | DR |
| -------------- | -- | - | - | - | - | -- | -- | -- |
| Real Salt Lake | 10 | 4 | 3 | 1 | 0 | 4  | 1  | +3 |
| CSD Municipal  | 4  | 4 | 1 | 1 | 2 | 3  | 4  | -1 |
| Santa Tecla    | 2  | 4 | 0 | 2 | 2 | 3  | 5  | -2 |

### Gruppo 8
|                 | MON   | ARA   | DCU   |
| Montego Bay Utd |       | 1 - 2 | 3 - 3 |
| Árabe Unido     | 3 - 0 |       | 0 - 1 |
| D.C. United     | 3 - 0 | 2 - 0 |       |

| Squadra         | Pt | G | V | N | P | GF | GS | DR |
| --------------- | -- | - | - | - | - | -- | -- | -- |
| D.C. United     | 10 | 4 | 3 | 1 | 0 | 9  | 3  | +6 |
| Árabe Unido     | 6  | 4 | 2 | 0 | 2 | 5  | 4  | +1 |
| Montego Bay Utd | 1  | 4 | 0 | 1 | 3 | 4  | 11 | -7 |

## Fase a eliminazione diretta
Le otto squadre qualificate dalla fase a gironi si affrontano in partite di andata e ritorno a eliminazione diretta. Gli accoppiamenti sono definiti in base al rendimento nella fase a gironi.

### Classificazione delle squadre qualificate
| Pos. | Squadra          | Pt | G | V | N | P | GF | GS | DR |
| ---- | ---------------- | -- | - | - | - | - | -- | -- | -- |
| 1.   | América          | 10 | 4 | 3 | 1 | 0 | 9  | 2  | +7 |
| 2.   | D.C. United      | 10 | 4 | 3 | 1 | 0 | 9  | 3  | +6 |
| 3.   | Real Salt Lake   | 10 | 4 | 3 | 1 | 0 | 4  | 1  | +3 |
| 4.   | Santos Laguna    | 9  | 4 | 3 | 0 | 1 | 12 | 3  | +9 |
| 5.   | LA Galaxy        | 8  | 4 | 2 | 2 | 0 | 12 | 3  | +9 |
| 6.   | Tigres UANL      | 8  | 4 | 2 | 2 | 0 | 5  | 3  | +2 |
| 7.   | Querétaro        | 7  | 4 | 2 | 1 | 1 | 11 | 2  | +9 |
| 8.   | Seattle Sounders | 7  | 4 | 2 | 1 | 1 | 6  | 3  | +3 |

### Tabellone
|  | Quarti di finale | Quarti di finale | Quarti di finale | Quarti di finale | Quarti di finale |  |  | Semifinali    | Semifinali    | Semifinali | Semifinali | Semifinali |   |   | Finale      | Finale      | Finale | Finale | Finale |  |
|  |                  |                  |                  |                  |                  |  |  |               |               |            |            |            |   |   |             |             |        |        |        |  |
|  | Querétaro        | Querétaro        | 2                | 1                | 3                |  |  |               |               |            |            |            |   |   |             |             |        |        |        |  |
|  | D.C. United      | D.C. United      | 0                | 1                | 1                |  |  | Querétaro     | Querétaro     | 0          | 0          | 0          |   |   |             |             |        |        |        |  |
|  | Tigres UANL      | Tigres UANL      | 2                | 1                | 3                |  |  | Tigres UANL   | Tigres UANL   | 0          | 2          | 2          |   |   |             |             |        |        |        |  |
|  | Real Salt Lake   | Real Salt Lake   | 0                | 1                | 1                |  |  |               |               |            |            |            |   |   | Tigres UANL | Tigres UANL | 0      | 1      | 1      |  |
|  | L.A. Galaxy      | L.A. Galaxy      | 0                | 0                | 0                |  |  |               |               | América    | América    | 2          | 2 | 4 |             |             |        |        |        |  |
|  | Santos Laguna    | Santos Laguna    | 0                | 4                | 4                |  |  | Santos Laguna | Santos Laguna | 0          | 0          | 0          |   |   |             |             |        |        |        |  |
|  | Seattle Sounders | Seattle Sounders | 2                | 1                | 3                |  |  | América (dts) | América (dts) | 0          | 1          | 1          |   |   |             |             |        |        |        |  |
|  | América          | América          | 2                | 3                | 5                |  |  |               |               |            |            |            |   |   |             |             |        |        |        |  |

### Quarti di finale
Le gare d'andata si sono giocate il 23 e il 24 febbraio 2016, quelle di ritorno l'1 e il 2 marzo.
| Squadra 1        | Totale | Squadra 2      | Andata | Ritorno |
| ---------------- | ------ | -------------- | ------ | ------- |
| Seattle Sounders | 3 - 5  | América        | 2 - 2  | 1 - 3   |
| Querétaro        | 3 - 1  | D.C. United    | 2 - 0  | 1 - 1   |
| Tigres UANL      | 3 - 1  | Real Salt Lake | 2 - 0  | 1 - 1   |
| L.A. Galaxy      | 0 - 4  | Santos Laguna  | 0 - 0  | 0 - 4   |

### Semifinali
Le gare d'andata si sono giocate il 15 e il 16 marzo 2016, quelle di ritorno il 6 aprile.
| Squadra 1     | Totale | Squadra 2   | Andata | Ritorno     |
| ------------- | ------ | ----------- | ------ | ----------- |
| Querétaro     | 0 - 2  | Tigres UANL | 0 - 0  | 0 - 2       |
| Santos Laguna | 0 - 1  | América     | 0 - 0  | 0 - 1 (dts) |

### Finale
La gara d'andata si è giocata il 20 aprile 2016, quella di ritorno il 27.
| Squadra 1   | Totale | Squadra 2 | Andata | Ritorno |
| ----------- | ------ | --------- | ------ | ------- |
| Tigres UANL | 1 - 4  | América   | 0 - 2  | 1 - 2   |